# Bundeswahlkreis McMillan
Koordinaten: 38° 16′ S, 146° 4′ O

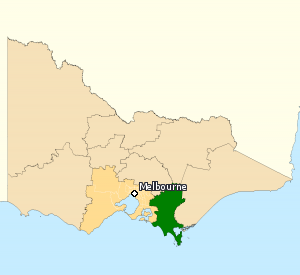
Lage des Wahlkreises im Bundesstaat Victoria.

Der Bundeswahlkreis McMillan war ein Wahlkreis (englisch electoral division) für die Wahl eines Abgeordneten des australischen Repräsentantenhauses. Er lag östlich von Melbourne im Süden von Victoria. Der Wahlkreis umfasste die Orte Pakenham, Warragul, Moe, Wonthaggi, Leongatha und Foster. Er wurde nach dem australischen Entdecker Angus McMillan benannt und 1949 angelegt. 2019 wurde der Wahlkreises aufgehoben.
Der letzte amtierende Abgeordnete des Wahlkreises war Russell Broadbent (* 1950) von der Liberal Party of Australia, der von 1996 bis 1998 sowie ab 2004 das Mandat innehatte. Am 18. Mai 2019 wurde er Abgeordneter des neuen Wahlkreises Monash, der ein ähnliches Gebiet umfasst wie zuvor McMillan.

## Abgeordnete
| Name               | Partei                     | Amtszeiten |
| ------------------ | -------------------------- | ---------- |
| Geoffrey Brown     | Liberal Party of Australia | 1949–1955  |
| Alexander Buchanan | Liberal Party of Australia | 1955–1972  |
| Alexander Buchanan | parteilos                  | 1972–1972  |
| Arthur Hewson      | Country Party of Australia | 1972–1975  |
| Barry Simon        | Liberal Party of Australia | 1975–1980  |
| Barry Cunningham   | Australian Labor Party     | 1980–1990  |
| John Riggall       | Liberal Party of Australia | 1990–1993  |
| Barry Cunningham   | Australian Labor Party     | 1993–1996  |
| Russell Broadbent  | Liberal Party of Australia | 1996–1998  |
| Christian Zahra    | Australian Labor Party     | 1998–2004  |
| Russell Broadbent  | Liberal Party of Australia | 2004–2019  |